# NOFX (ep)
NOFX is de eerste ep en tevens het eerste album van de Amerikaanse punkband NOFX. Het werd uitgebracht op 1 januari 1985 en was daarmee de eerste uitgave van NOFX.
Bij de eerste 500 versies zat een blad met songteksten en de volgende 500 werden op lichtblauw vinyl gedrukt. De rest werd gewoon op zwart vinyl gedrukt. De ep staat in zijn geheel op het compilatiealbum Maximum RocknRoll.

## Tracklist
1. "Live Your Life"
2. "My Friends"
3. "Six Pack Girls"
4. "Bang Gang"
5. "Hit It"
6. "Hold It Back"
7. "I.D."